# كلاوس إميريش
كلاوس إميريش (بالألمانية: Klaus Emmerich)‏ هو صحفي نمساوي، ولد في 1928 في فرانكفورت في ألمانيا.

## وصلات خارجية
- كلاوس إميريش على موقع IMDb (الإنجليزية)